# Alifa Rifaat
Fatimah Rifaat (en arabe أليفة رفعت ; née le 5 juin 1930 au Caire et morte en janvier 1996) mieux connue sous le pseudonyme d'Alifa Rifaat, est une écrivaine égyptienne connue pour les sujets controversés qu'elle a traités : sexualité féminine, relations amoureuses, mort dans la culture rurale égyptienne.
Alifa Rifaat ne cherche pas à remettre en cause le système patriarcal. Son but est de dépeindre les problèmes d'une société patriarcale à la dérive, où les hommes n'adhèrent plus aux valeurs religieuses qui enseignent la bienveillance envers les femmes. Fatimah Rifaat utilisait le pseudonyme d'Alifa pour éviter de gêner sa famille à cause des thèmes qu'elle aborde.

## Biographie
Fatimah Abdullah Rifaat est née le 5 juin 1930 au Caire, en Égypte. Son père est architecte et sa mère femme au foyer. Sa famille affirme descendre de Umar ibn al-Khattab, un compagnon et conseiller du prophète Mahomet. Fatimah Rifaat est élevée dans l'Égypte rurale, et c'est dans l'Égypte rurale qu'elle passera la plus grande partie de sa vie. C'est donc naturellement que l'Égypte rurale devient le théâtre de la plupart de ses histoires.
Son intérêt pour l'écriture est sensible dès l'âge de neuf ans, lorsqu'elle écrit un poème exprimant le désespoir dans son village. Sa famille la punit alors pour avoir traité un tel sujet. Elle est éduquée à l'école primaire Misr al-Jadidah puis au Centre Culturel pour les Femmes. Elle a également étudié à l'Institut Britannique du Caire de 1946 (elle a alors 16 ans) à 1949 où elle étudie l'Anglais. Alors qu'Alifa désire continuer ses études au College of Fine Arts du Caire, son père arrange un mariage avec son cousin, un officier de police.
Les premières années de son mariage, son mari l'autorise à écrire et publier sous un pseudonyme. Elle publie ses histoires de 1955 à 1960, puis arrête de publier sous la pression de son mari. Pendant les quatorze années de silence littéraire qui s'ensuivent, Alifa Rifaat continue de lire de la littérature, de l'astronomie et de l'histoire. Elle demeure frustrée de ne pouvoir s'exprimer sur des sujets sociaux qui lui tiennent à cœur.
En 1973, après avoir été sérieusement malade, son mari l'autorise de nouveau à écrire et à publier le fruit de son travail. Elle publie donc une collection de nouvelles et deux romans. C'est durant cette période qu'elle publie Mon Monde de l'Inconnu, pour laquelle elle gagne en notoriété.
Le mari d'Alifa Rifaat meurt en 1979. Jusqu'alors, Alifa Rifaat avait beaucoup voyagé en Égypte, suivant son mari dans son travail. Elle ne s'était pourtant jamais rendu à l'étranger. Après sa mort, outre son pèlerinage sacré à la Mecque en 1981, elle voyage dans de nombreux pays d'Europe et du monde arabe, incluant l'Angleterre, la Turquie, l'Allemagne, le Maroc, et l'Autriche.
Durant sa vie, elle devient membre de la Fédération des Écrivains Égyptiens, du Club de Nouvelles, et du Dar al-Udaba (Égypte). Elle participe également à la Première Foire Internationale des Livres Féminins (Londres, Grande-Bretagne) en 1984 où elle s'exprime sur le droit des femmes dans l'Islam et sur la polygamie.
En 1984, Fatimah Rifaat reçoit l'Excellency Award de l'Assemblée de la Littérature Moderne. Elle meurt à l'âge de 65 ans en janvier 1996. Elle laisse derrière elle trois fils et quelque cent travaux qui ont été traduits dans de multiples langues. D'aucuns ont été adaptés à la télévision. D'autres ont été lus à l'antenne de la BBC.

## Thèmes littéraires et traduction
Alifa Rifaat a toujours écrit en arabe. Après avoir rencontré le traducteur Denys Johnson-Davies (en), elle centre son travail davantage sur la critique sociale (elle se portait davantage, au début de sa carrière, sur les histoires d'amour). Denys Johnson-Davies l'encourage également à écrire dans un langage davantage familier, moins regardé mais plus accessible à la majorité de la population égyptienne. Ses nouvelles et romans ont été traduits dans de nombreuses langues, incluant l'anglais, l'allemand, le néerlandais et le suédois. Sa traduction la plus populaire est son anthologie de nouvelles, Distant View of a Minaret and Other Short Stories, qui a été traduite par Denys Johnson-Davies.
Fatimah Rifaat, à la différence de l'importante féministe égyptienne Nawal el Saadawi porte son attention sur le rôle des femmes dans l'Islam traditionnel. Dans son autobiographie, Fatimah décrit le manque d'affection de son père, et y voit la possible origine de son exploration des besoins et désirs des hommes envers les femmes. Dans le même ouvrage, elle ajoute que l'homme et la femme ne devraient avoir d'interaction sexuelle que dans un état serein afin de parvenir mutuellement à l'orgasme, qui renforce la foi en Dieu.
Les écrits de Fatimah Rifaat se centrent sur la détresse silencieuse des femmes dans la société patriarcale musulmane. Ses histoires prennent place dans l'Égypte provinciale. Elles traitent du sexe, de la mort, du mariage, de la masturbation, de la clitoridectomie, de l'amour, de la grossesse adolescente, du veuvage, de la mort, ainsi que d'autres thèmes controversés. La femme étant alors considérée comme un être purement sexuel, la libération de sa sexualité était (et est) crainte comme entraînant le fitna, c'est-à-dire le chaos dans la société. Malgré le fait qu'elle traite de tels sujets féministes dans ses écrits, Alifa Rifaat a conduit sa vie selon la manière musulmane orthodoxe et elle n'a jamais milité pour la révolte des femmes contre la société patriarcale.
La plupart des caractères féminins de ses œuvres se résignent à accepter les difficultés que leur impose la vie. Pour Fatimah Rifaat, le système patriarcal est acceptable aux yeux du Coran; c'est parce qu'ils n'observent pas les enseignements religieux que les hommes, et parfois les femmes, voient dans leur vie surgir des problèmes. Dans ses histoires, les rencontres sexuelles prennent place durant le mariage des protagonistes et on n'y trouve pas d'exemple de relations sexuelles homme-femme extra-maritales.
Parmi les nouvelles les plus populaires de Fatimah Rifaat's, on compte Distant View of a Minaret, Bahiyya’s Eyes et My World of the Unknown.

## Doodle à son hommage
L'auteur égyptienne  a été honorée en tant que Google Doodle le 5 juin 2021, à l'occasion de ce qui aurait été son 91e anniversaire,.